# Садовый (посёлок, Майкопский район)
Садо́вый — посёлок в Майкопском муниципальном районе Республики Адыгея России.
Входит в состав Тимирязевского сельского поселения.

## История
Посёлки Тимирязева, Мичурина, Подгорный и Садовый — бывшие участки Майкопской опытной станции ВИР, образованной 28 марта 1930 года при непосредственном участии Н. И. Вавилова, на месте существующих участков Майкопского сортсемтреста. 

## Население
| 2002 | 2010 | 2013 | 2014 | 2015 | 2016 | 2017 |
| ---- | ---- | ---- | ---- | ---- | ---- | ---- |
| 154  | ↗155 | ↗157 | ↗168 | ↘166 | ↗170 | ↘167 |
| 2018 | 2019 | 2020 | 2021 | 2023 | 2024 |      |
| ↘160 | ↗170 | ↘169 | ↘140 | ↗147 | ↘138 |      |

По данным Всероссийской переписи населения 2021 года:
| Народ   | Численность, чел. | Доля от всего населения, % |
| ------- | ----------------- | -------------------------- |
| русские | 131               | 93,57 %                    |
| армяне  | 5                 | 3,57 %                     |
| другие  | 4                 | 2,86 %                     |
| всего   | 140               | 100,0 %                    |

## Улицы
- Зелёная.